# Биливерти, Джованни
Джованни Биливерти, или Ян Биливерт итал. Giovanni Biliverti; нидерл. Jan Bilevelt 25 августа 1585, Флоренция — 16 июля 1644[…], Флоренция) — итальянский живописец голландского происхождения. Представитель маньеризма флорентийской школы. Придворный художник Козимо II Медичи, великого герцога Тосканского.

## Биография

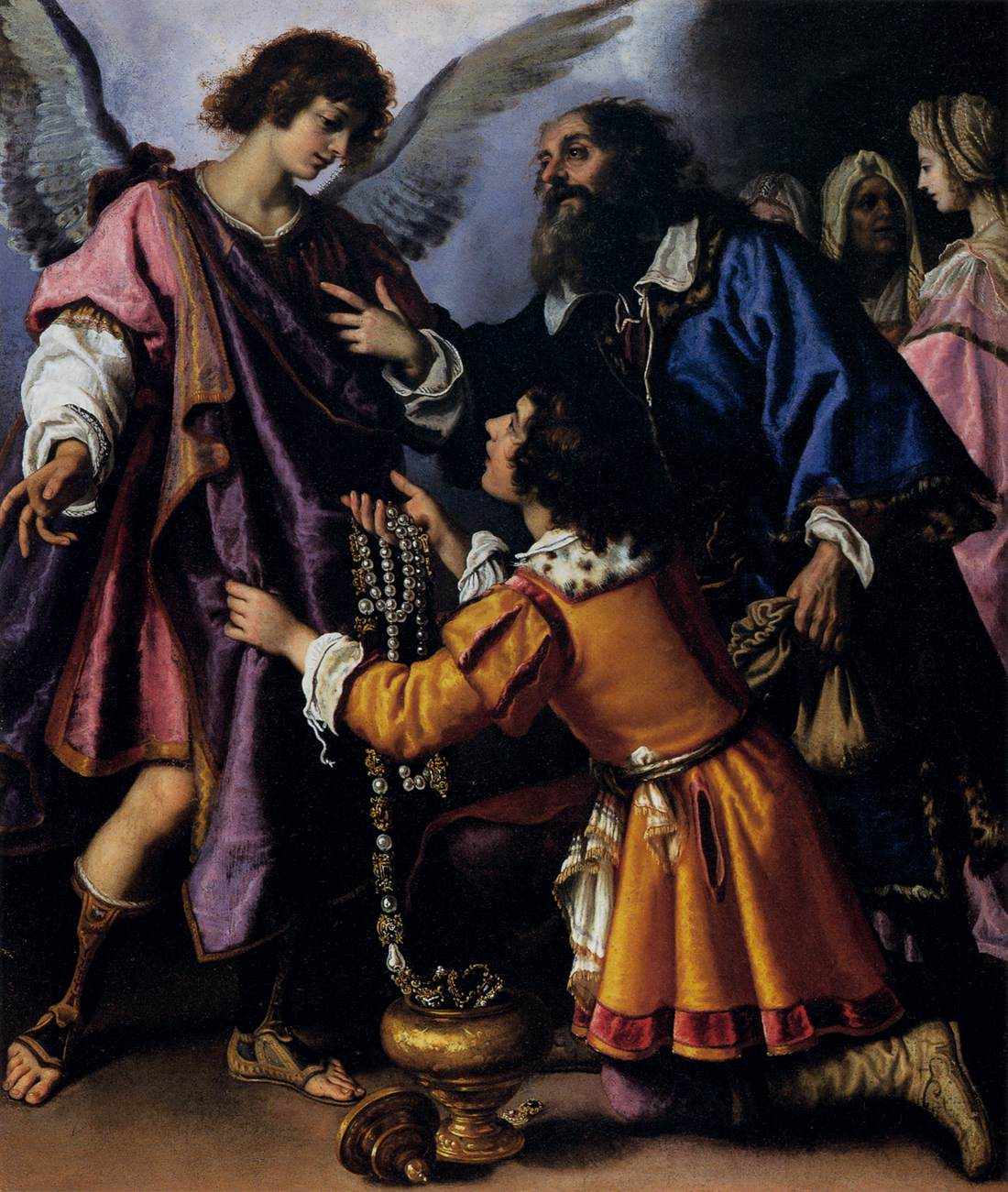
Архангел Рафаил отказывается от даров Товия. 1612. Холст, масло. Палаццо Питти, Флоренция

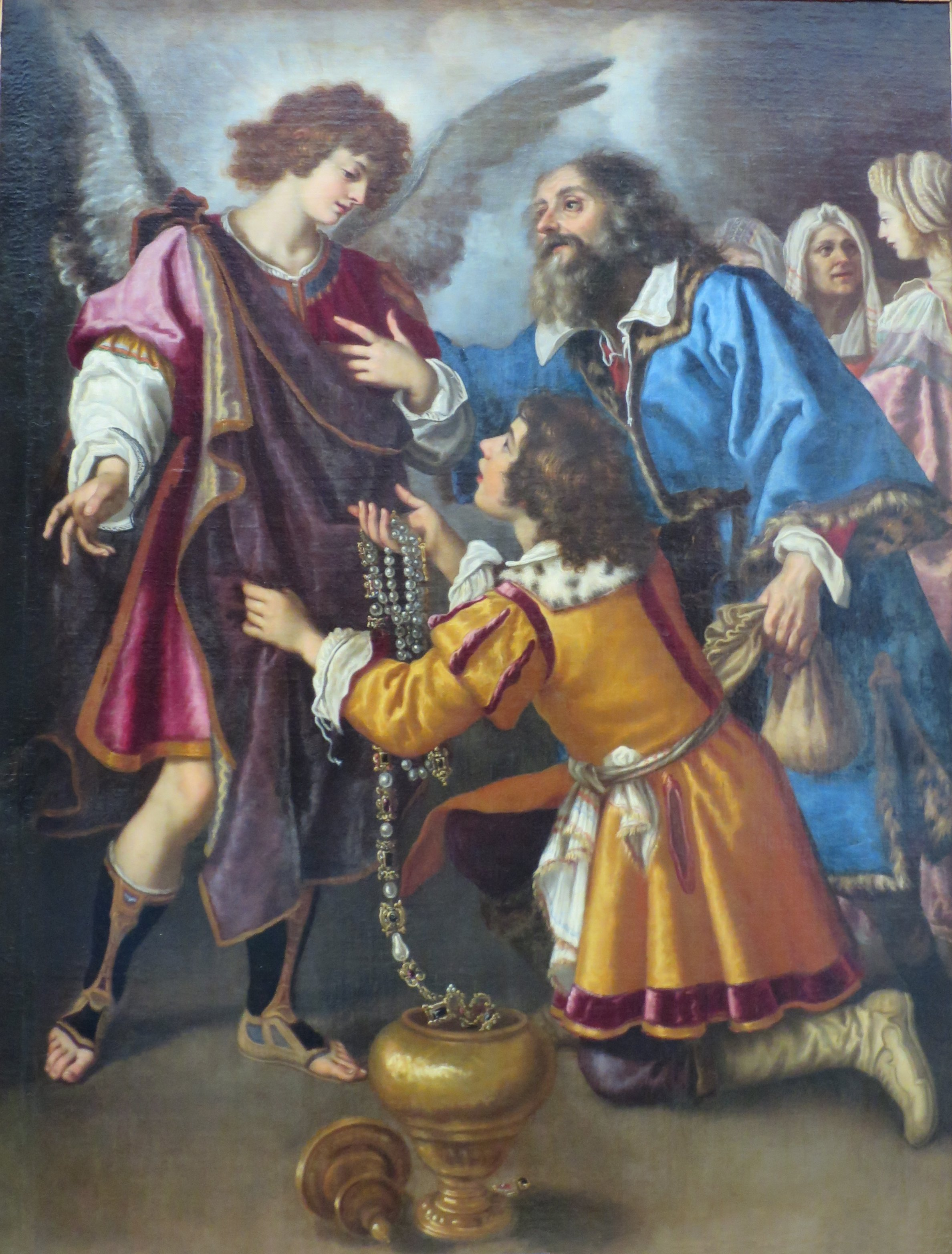
Прощание Товия с ангелом. 1610-е. Холст, масло. Эрмитаж, Санкт-Петербург

Джованни Биливерти родился в 1585 году во Флоренции, Тоскана, в семье голландского ювелира Якопо Биливерти (Жака Биливельта), работавшего при дворе Фердинанда I Медичи. Мать художника, Фьяметта Мадзафири (итал. Fiametta Mazzafiri), была родственницей ювелира Микеле Мадзафири (1530—1597), также работавшего в  мастерских Медичи.
Проживая в Италии, отец и сын переделали свои имена на итальянский манер, после чего будущий художник стал известен, как Джованни Биливерти. Решив посвятить себя живописи, Джованни обучался своему ремеслу в Сиене в мастерской у Алессандро Казолани. После смерти отца в 1603 году, восемнадцатилетний юноша отправился в Рим, где три года работал в мастерской у живописца Людовико Карди по прозванию Чиголи, выполнявшего престижные заказы Папы Римского Климента VIII.
В 1609 году Джованни присоединился к Академии рисунка, основанной в 1561 году при поддержке великого герцога Тосканы Козимо I Джорджо Вазари, Аньоло Бронзино и Бартоломео Амманати.
Закончив обучение, Биливерти вернулся во Флоренцию. Его первое известное нам самостоятельное произведение — «Мученичество святого Каликста», датируется 1611 годом. С 1611 по 1621 год художник работал при дворе Козимо II де Медичи, правителя Флоренции, в качестве живописца и рисовальщика изделий из флорентийской мозаики («пьетра дура»). Имел собственную мастерскую и многочисленных учеников, среди которых выделялся Чекко Браво. Позднее, работая самостоятельно, Чекко Браво нередко выбирал для своих картин те же сюжеты, что и его учитель («Анжелико и Ружеро», «Аполлон и Марсий», однако решал их в ином художественном стиле. Среди других его учеников были Агостино Мелисси,  Баччо дель Бьянко, Джованни Мария Моранди и Орацио Фидани.
В конце жизни Джованни Биливерти полностью потерял зрение. Скончался во Флоренции в 1644 году.
Стиль живописи Биливерти — маньеризм с элементами барочного мышления «характеризуется динамикой, экспрессией, резкими контрастами света и тени».
В Государственном Эрмитаже в Санкт-Петербурге имеются две картины Джованни Биливерти: «Агарь в пустыне» и «Прощание Товия с ангелом» (также известная, как «Архангел Рафаил, отказывающийся от дара Товия» или как «Молодой Товий прощается с ангелом»). Вторая картина, по свидетельству Ф. Балдинуччи, была создана Биливерти для флорентийского сенатора Дж. Черретани. Приобретена для Картинной галереи Зимнего дворца в 1814 году из собрания императрицы Жозефины в замке Мальмезон как произведение Чиголи (учителя Биливерти). Похожий вариант находится в Палаццо Питти во Флоренции. Ещё один — в Галерее Паллавичини в Риме. Какая из этих картин первоначальная — решить трудно.

## Галерея

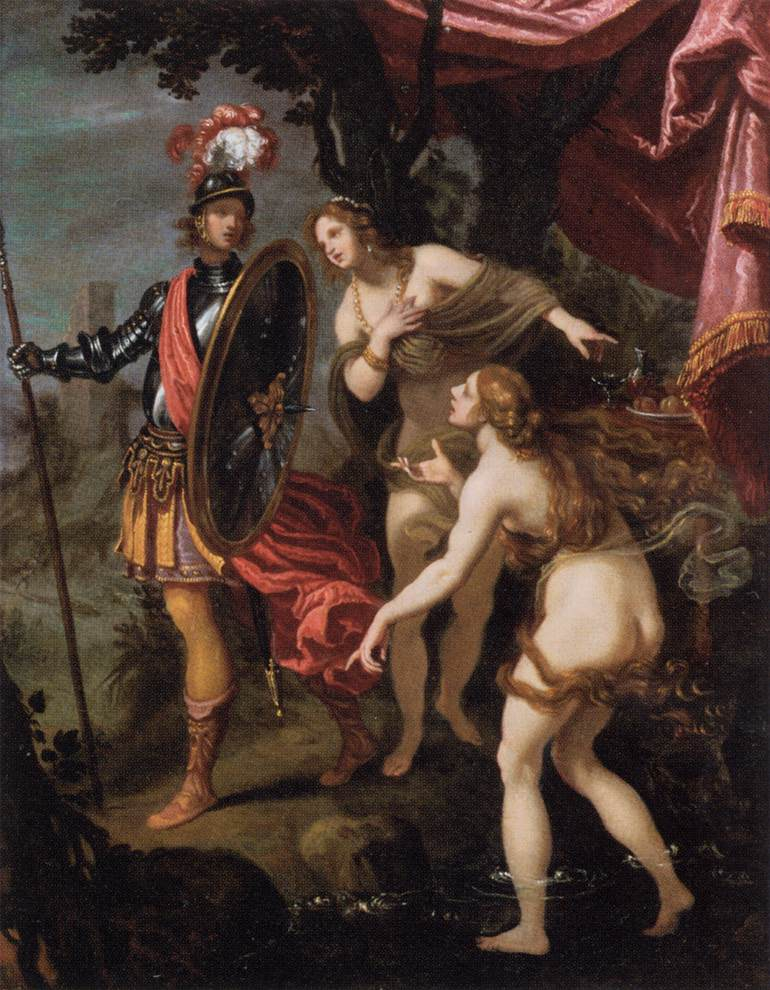
Искушение Карла и Убальда (сюжет из поэмы Т. Тассо) «Освобождённый Иерусалим»). Между 1629 и 1630. Медь, масло. Лувр, Париж
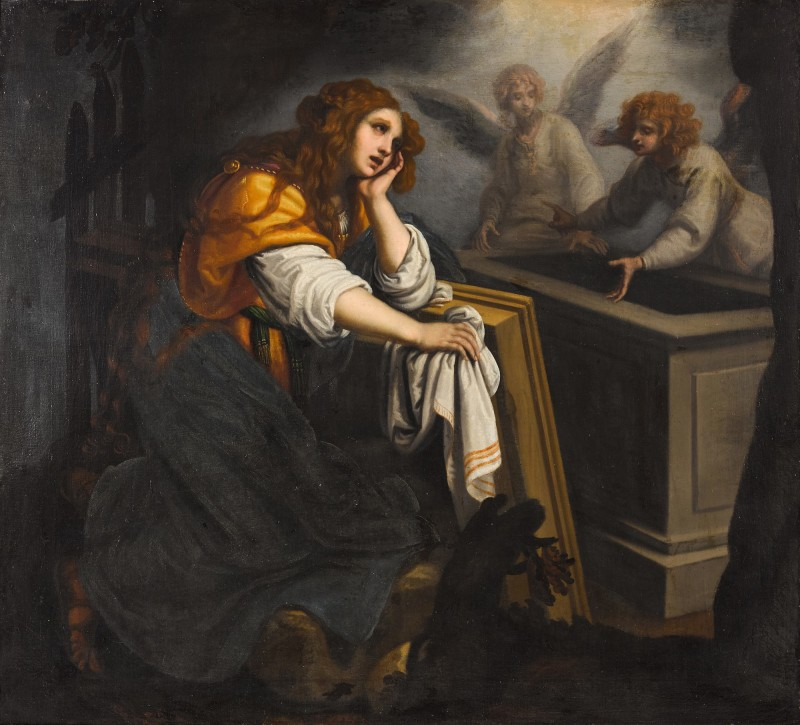
Мария Магдалина у Гроба Господня с двумя ангелами. Холст, масло. Частное собрание
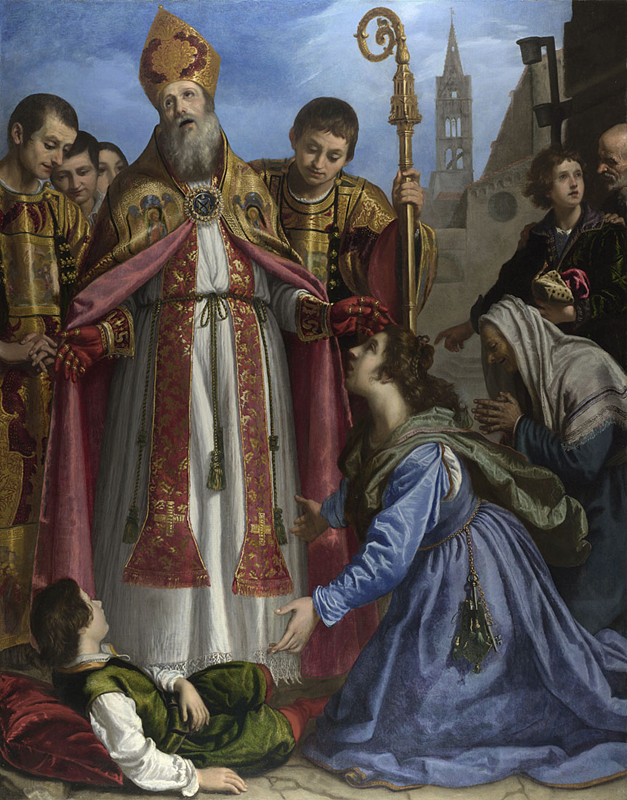
Святой Зиновий Флорентийский оживляет мёртвого мальчика. Между 1610 и 1620. Холст, масло. Национальная галерея, Лондон
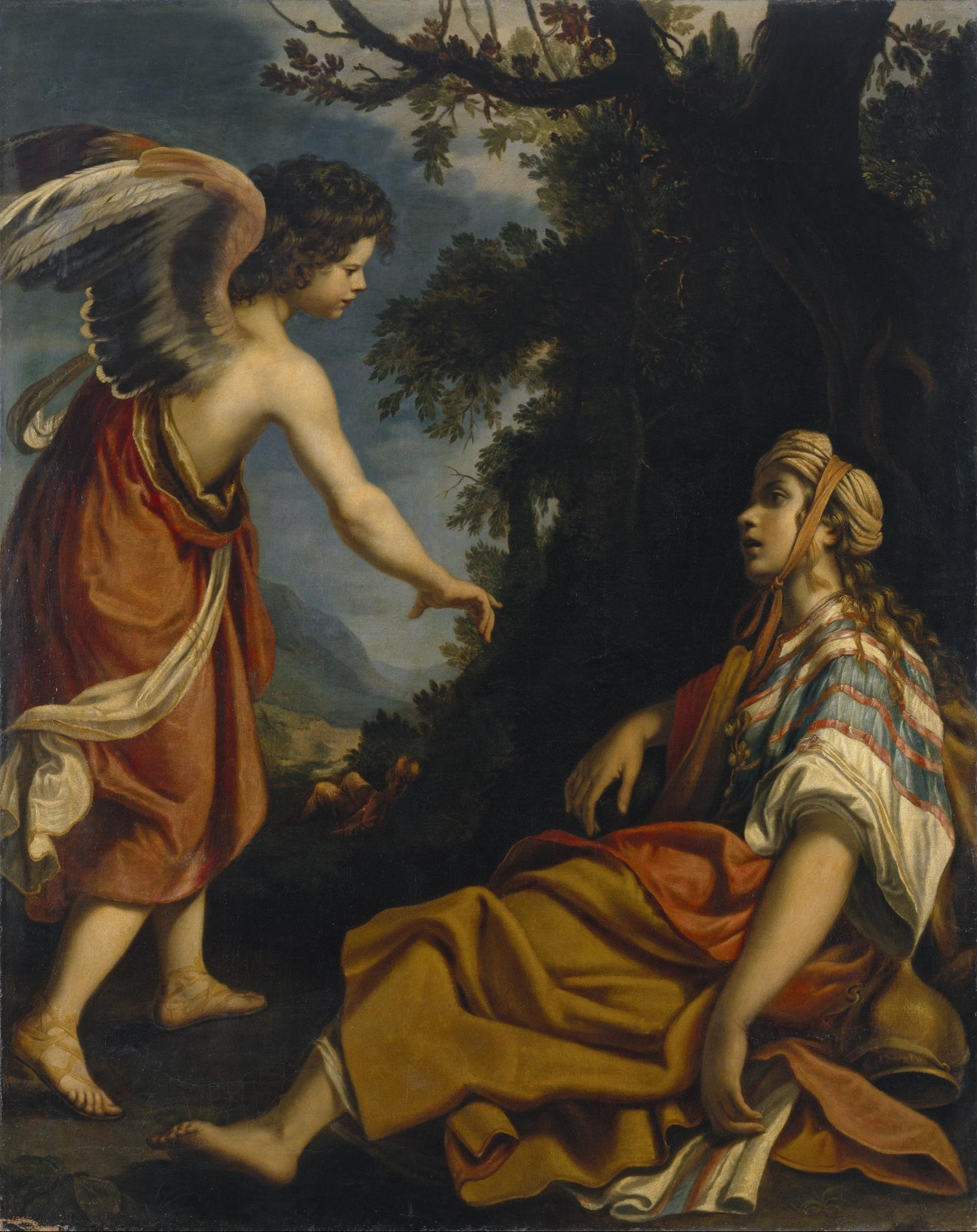
Агарь в пустыне. Холст, масло. Государственный Эрмитаж, Санкт-Петербург
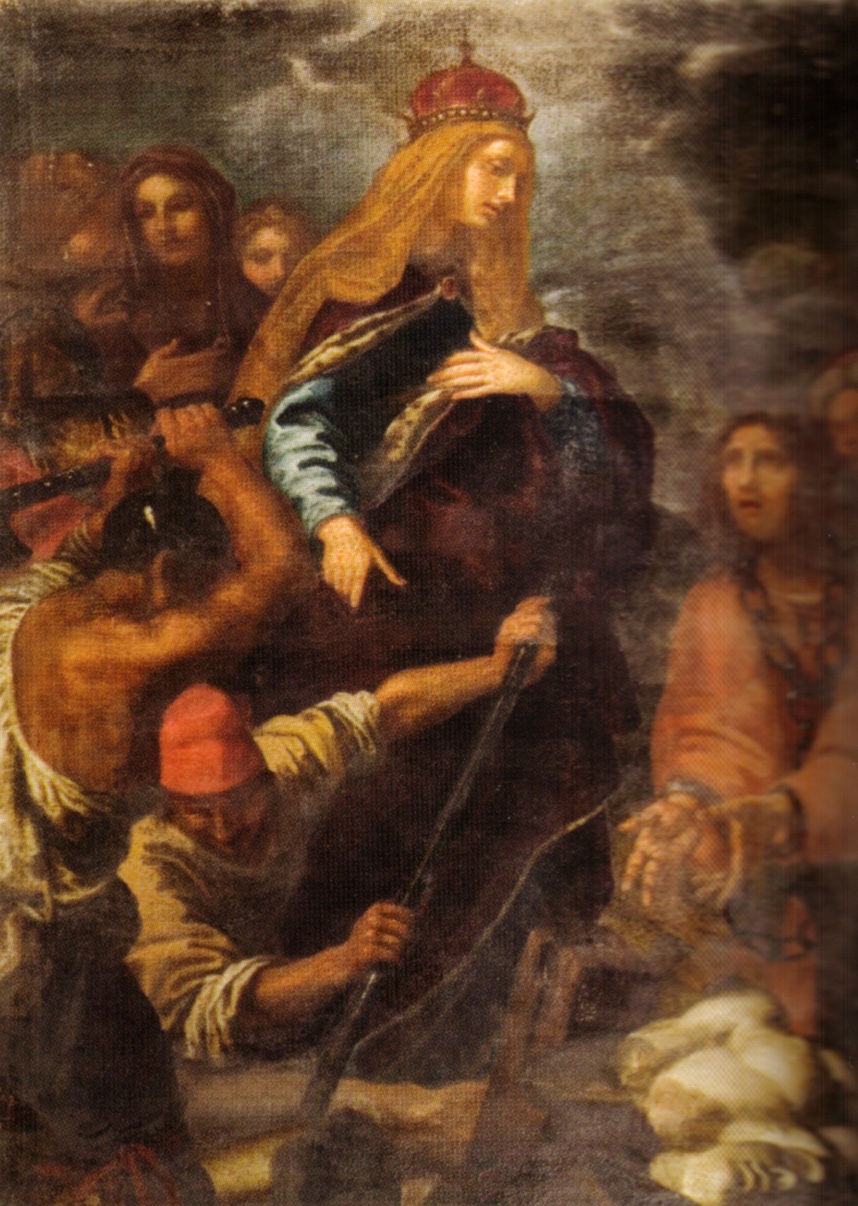
Святая Елена, руководящая поисками  Животворящего Креста. 1600-е. Холст, масло. Церковь Сан-Гаэтано, Флоренция
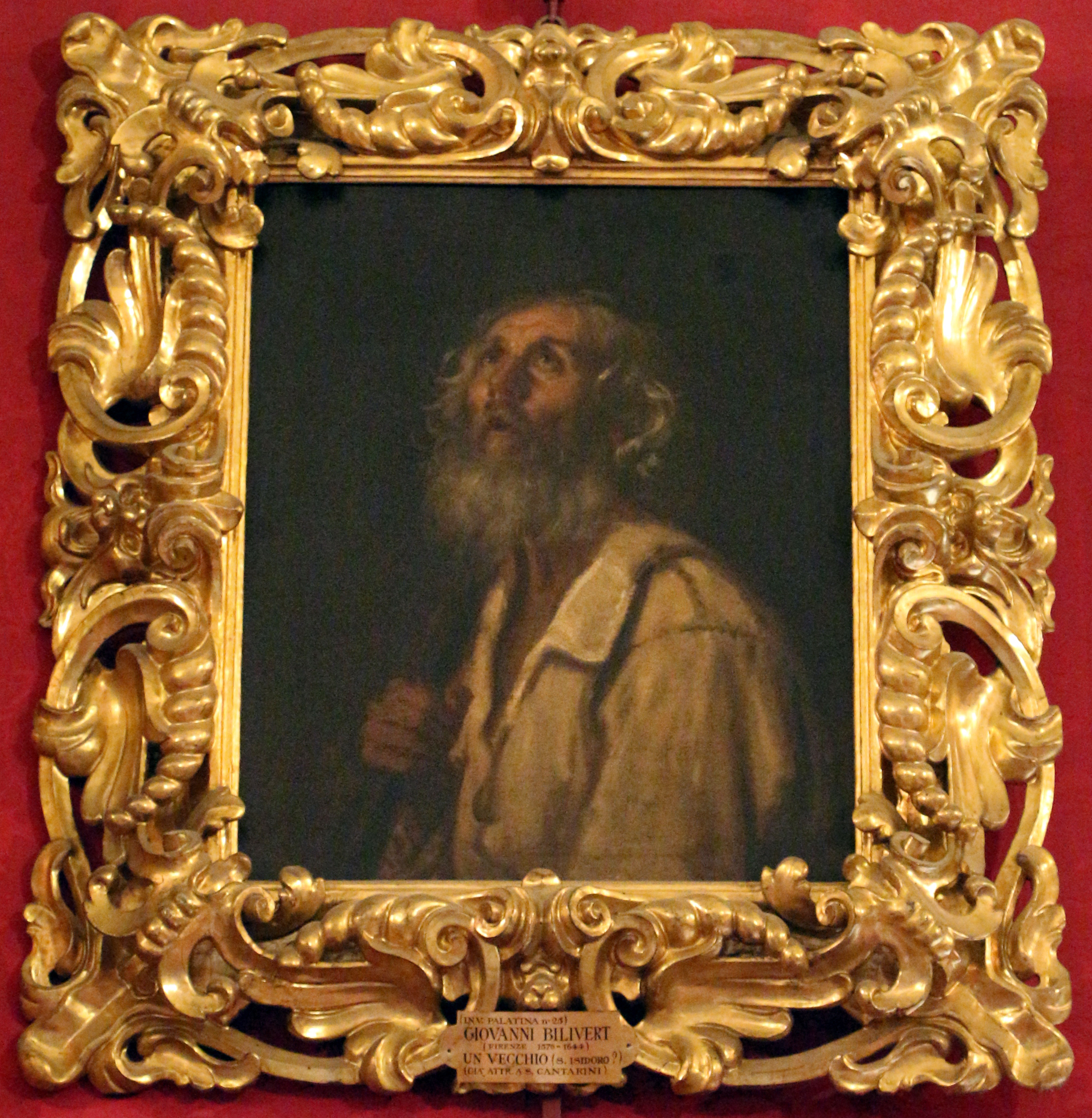
Святой Исидор Земледелец. Палаццо Питти, Флоренция.
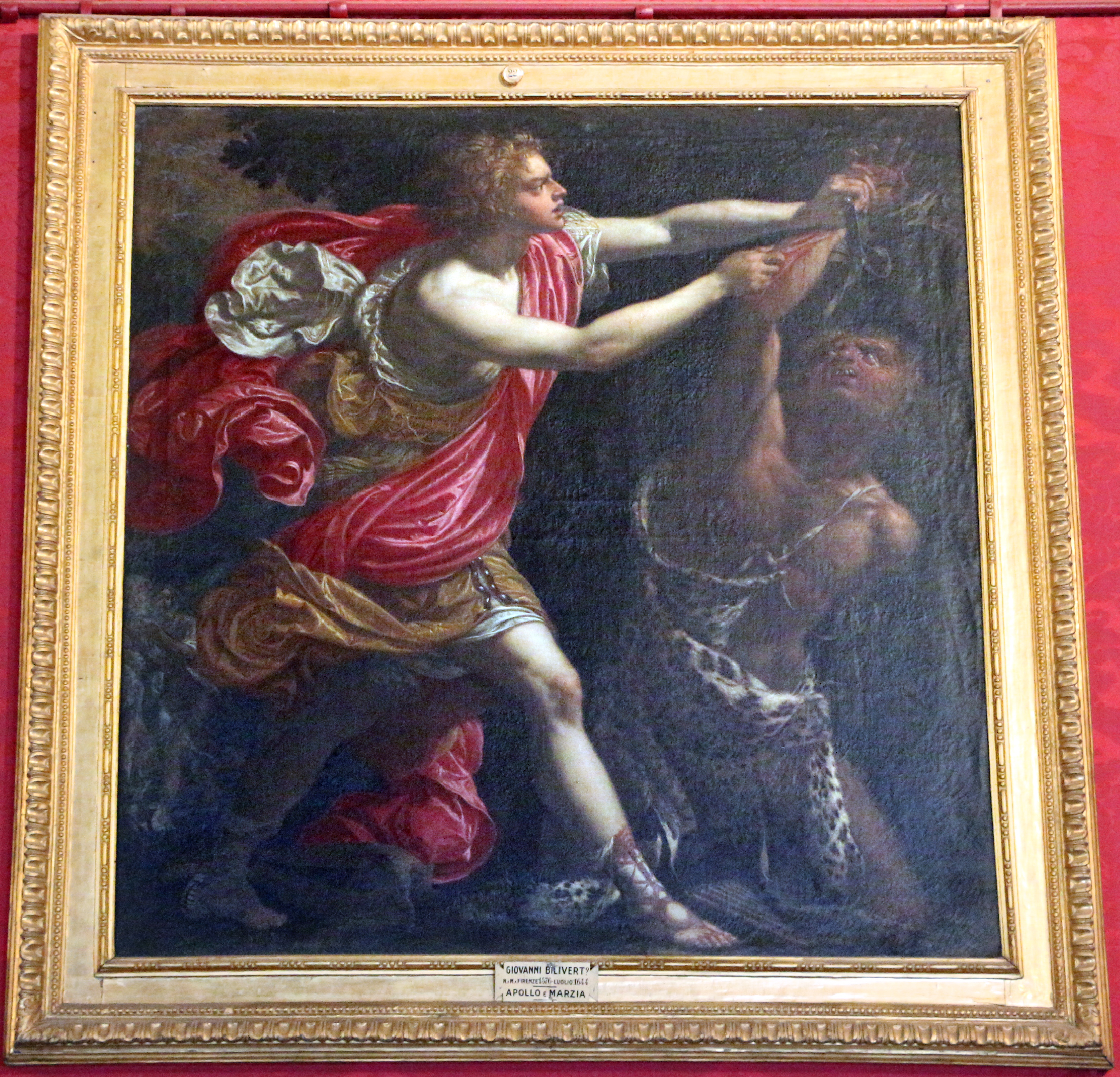
Аполлон и Марсий. Ок. 1630. Холст, масло. Палаццо Питти, Флоренция.
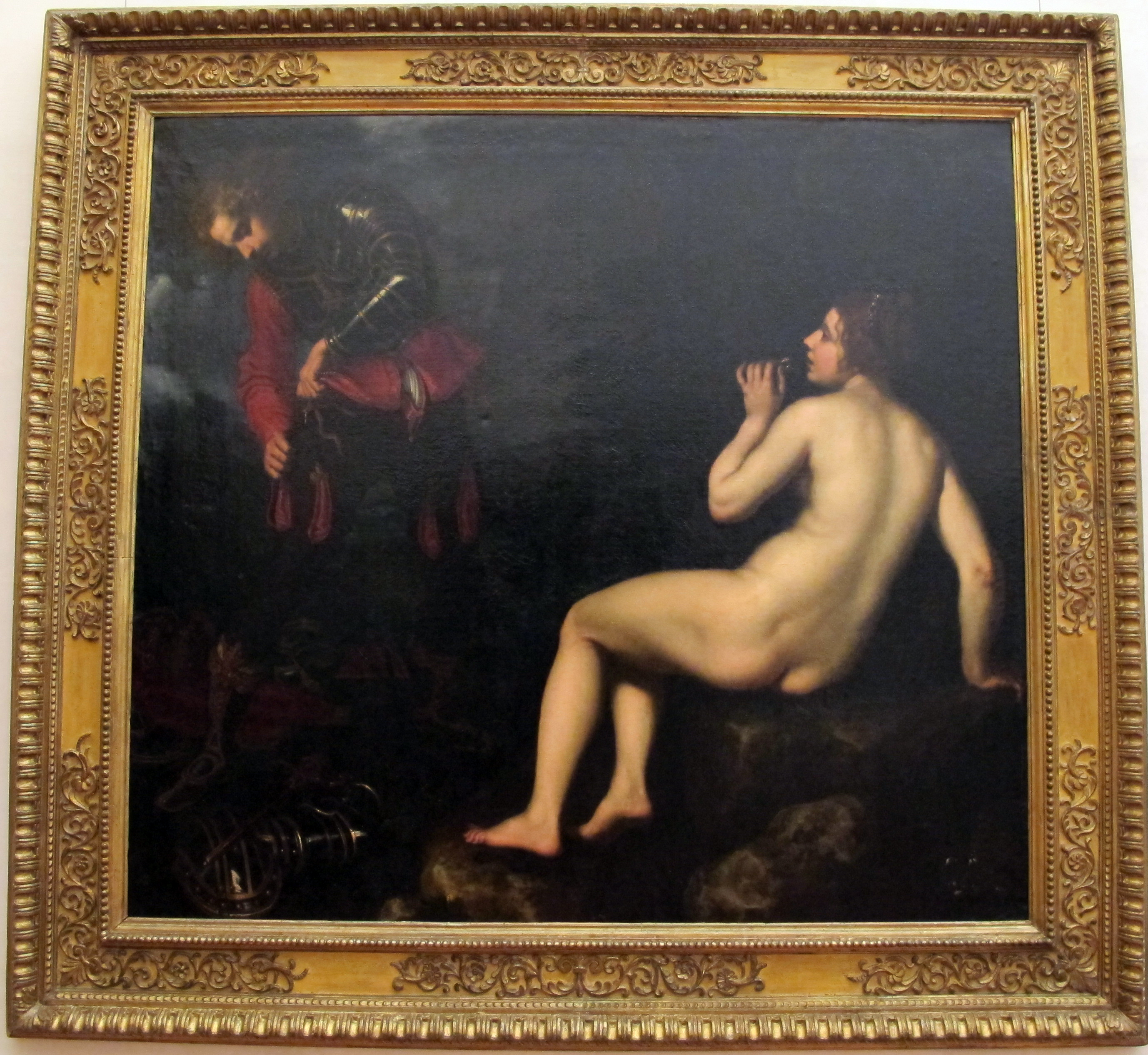
Анжелика и Ружеро (сюжет из поэмы Л. Ариосто «Неистовый Роланд»). 1625. Холст, масло. Музей изящных искусств, Дижон.
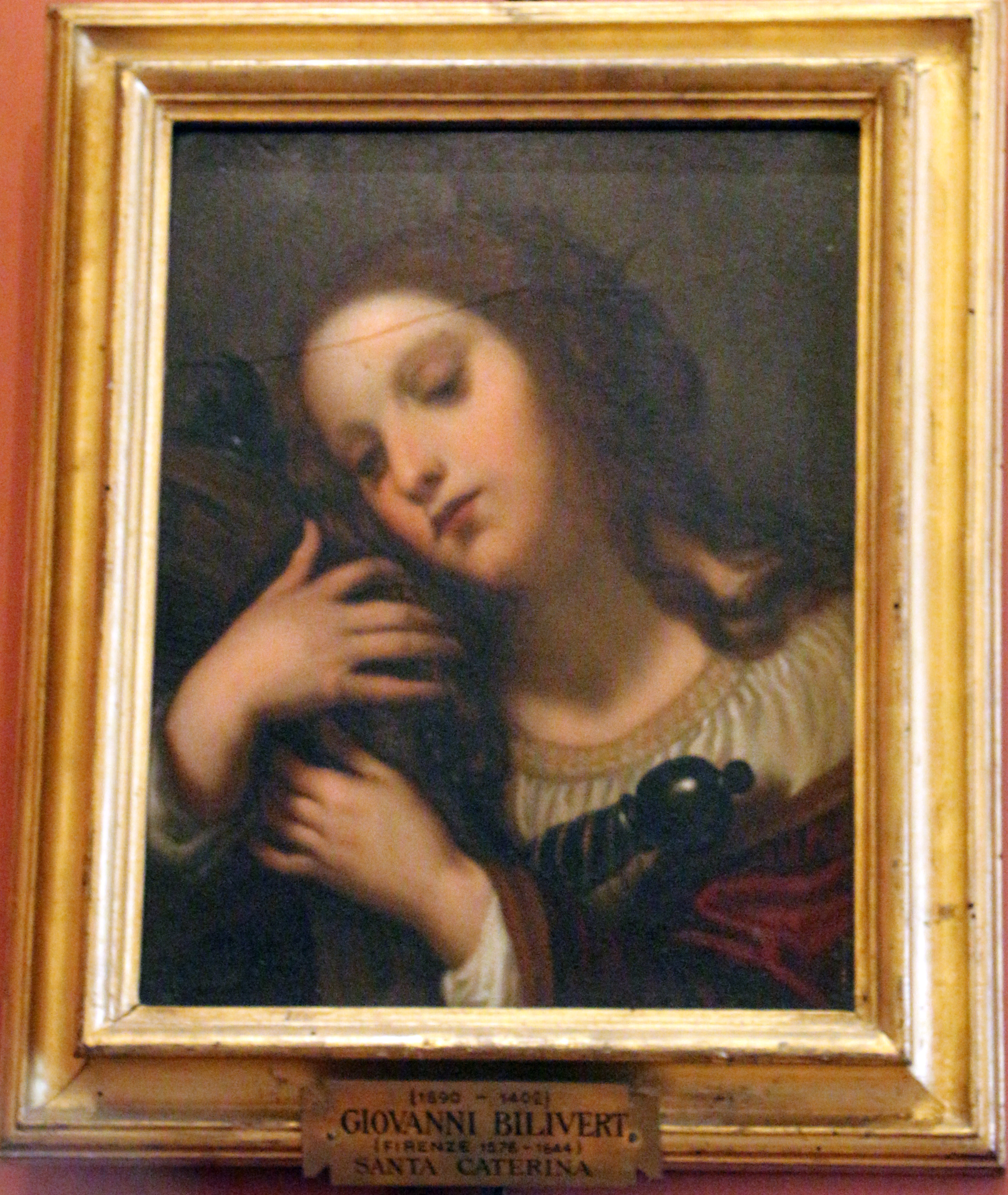
Святая Екатерина Александрийская. Палаццо Питти, Флоренция.